# Aldo Silvani
Aldo Silvani (né le 21 janvier 1891 à Turin, dans le Piémont en Italie et mort le 12 novembre 1964 à Milan) est un acteur italien.

## Filmographie partielle
- 1937 : I tre desideri de Giorgio Ferroni et Kurt Gerron
- 1942 : Quatre Pas dans les nuages (Quattro passi tra le nuvole) d'Alessandro Blasetti
- 1942 : Les Deux Orphelines (Le Due orfanelle) de Carmine Gallone
- 1942 : La Farce tragique (titre original : La cena delle beffe) de Alessandro Blasetti
- 1942 : Carmela de Flavio Calzavara
- 1943 : Gli ultimi filibustieri de Marco Elter
- 1943 : Ho tanta voglia di cantare de Mario Mattoli
- 1945 : La Confession tragique (L'abito nero da sposa) de Luigi Zampa
- 1948 : La Chartreuse de Parme de Christian-Jaque
- 1949 : Le Mensonge d'une mère (Catene) de Raffaello Matarazzo
- 1949 : Le Chevalier de la révolte (Vespro siciliano)
- 1949 : La Madone d'or (La madonnina d'oro) de Ladislas Vajda
- 1949 : Il vedovo allegro de Mario Mattoli
- 1950 : Sa Majesté monsieur Dupont (Prima Comunione) d'Alessandro Blasetti
- 1950 : Au diable la célébrité (Al diavolo la celebrità) de Mario Monicelli
- 1951 : Demain est un autre jour (Domani è un altro giorno) de Léonide Moguy
- 1951 : Trieste mia! de Mario Costa
- 1951 : Teresa de Fred Zinnemann
- 1952 : Un homme à détruire (Imbarco a mezzanotte) de Joseph Losey
- 1952 : Aventure à Rome (When in Rome) de Clarence Brown
- 1952 : Il folle di Marechiaro de Roberto Roberti
- 1953 : Plus fort que le diable (Beat the Devil) de John Huston
- 1953 : L'Âge de l'amour (L'età dell'amore) de Lionello De Felice
- 1954 : La strada de Federico Fellini
- 1954 : Orage (Delirio) de Pierre Billon et Giorgio Capitani
- 1954 : La Vallée des rois (Valley of the Kings) de Robert Pirosh
- 1954 : L'Affaire Maurizius de Julien Duvivier
- 1954 : Destinées de Jean Delannoy, Christian-Jaque et Marcello Pagliero
- 1954 : La Maison du souvenir (Casa Ricordi) de Carmine Gallone
- 1957 : Les Nuits de Cabiria (Le notti di Cabiria) de Federico Fellini
- 1958 : Fortunella d'Eduardo De Filippo
- 1959 : Ben-Hur de William Wyler
- 1960 : Carthage en flammes (Cartagine in fiamme) de Carmine Gallone
- 1962 : Sodome et Gomorrhe (Sodoma e Gomorra) de Robert Aldrich